# Nelson Rockefeller
Nelson Aldrich Rockefeller (Bar Harbor, 8 luglio 1908 – New York, 26 gennaio 1979) è stato un politico statunitense, nipote di John Davison Rockefeller, esponente del Partito Repubblicano, governatore di New York e vicepresidente degli Stati Uniti (1974-1977).

## Biografia
Terzo figlio di John Davison Rockefeller Jr. (unico erede dell'omonimo patriarca della famiglia), fin da piccolo comincia a soffrire di dislessia ed anche a causa di ciò i suoi risultati scolastici saranno deludenti, tanto che l'Università di Princeton gli negherà l'accesso nonostante l'altisonante cognome. Entrerà poi al Dartmouth College, dove otterrà la laurea nel 1930. Nel 1931 sposa Mary Todhunter Clark e poco dopo inizia a lavorare per l'impresa di famiglia, partecipando alla gestione dell'enorme e ambizioso progetto edilizio della famiglia nel cuore di Manhattan: il Rockefeller Center.
Durante la seconda guerra mondiale il Rockfeller è stato nominato "Coordinatore degli Affari Interamericani" dal presidente Franklin Delano Roosevelt. Ha aiutato la rete radio CBS a trasmettere programmi diplomatici/culturali (diplomazia culturale) all'America del Nord e del Sud per creare la pace internazionale (cfr. Viva América). Dopo un lungo viaggio in America Latina, si impegna nella campagna elettorale del 1952 al fianco di Dwight Eisenhower, da cui tuttavia è costretto ad allontanarsi a causa di un litigio con il segretario di Stato (nonché collaboratore del Presidente) John Foster Dulles.
Nel 1957 Nelson Rockefeller partecipa, affiancando la famiglia Caprotti e altri soci minori, con una quota decisiva all'apertura della prima catena di grande distribuzione aperta in Italia, la Supermarkets Italiani, oggi conosciuta come Esselunga. Nel 1958 il Partito Repubblicano lo candida come governatore di New York: nonostante la tradizione progressista di questo Stato, egli riesce a vincere brillantemente. Ogni volta che si ricandida per questa carica Rockefeller viene sempre riconfermato, e rimane in carica fino al 18 dicembre del 1973.
Nel 1961 subisce la perdita del figlio Michael (antropologo ventitreenne scomparso in Guinea), mentre l'anno dopo divorzia da Mary Clark per sposare Happy Rockefeller. Concorre, senza successo, alle primarie presidenziali per il Partito Repubblicano nel 1960, 1964 e 1968. Nella seconda occasione subisce una dura contestazione durante la convention del suo partito, dovuta al divorzio e quindi all'immagine troppo liberal che aveva dato di sé. La terza candidatura riceve miglior accoglienza, ma viene battuta da quella di Richard Nixon.
Da questo momento in poi Rockefeller si sposta più a destra, ed i suoi ultimi anni da governatore di New York sono caratterizzati dall'assedio di Attica, da una durissima legge anti-droga e da una stretta allo stato sociale. Nel 1974 Nixon è costretto a dimettersi a seguito dello scandalo Watergate: alla presidenza sale Gerald Ford, che tra la sorpresa generale lo nomina vicepresidente. Il 13 maggio 1976 visita le zone colpite dal terremoto in Friuli e promette uno stanziamento di 21 miliardi alle popolazioni friulane per la ricostruzione. Tuttavia alle elezioni presidenziali del 1976 Ford non lo conferma, sostituendolo con Bob Dole: ciò avviene perché i "falchi" conservatori del partito sono rimasti delusi dalla sconfitta di misura alle primarie del loro candidato Ronald Reagan, e pretendono che un loro rappresentante sia scelto come vicepresidente. Deluso, si ritira a vita privata e muore d'infarto a 70 anni.

## Nei media
- Frida, regia di Julie Taymor (2002)
- Vice - L'uomo nell'ombra (Vice), regia di Adam McKay (2018)